# Merenberg (Adelsgeschlecht)
Das Haus Merenberg war eine mittelalterliche Adelsfamilie, die sich nach der Burg Merenberg in Merenberg bei Weilburg an der Lahn im Landkreis Limburg-Weilburg in Hessen nannte. Die Familie verfügte im 12. und 13. Jahrhundert über ausgedehnten Besitz im heutigen Mittelhessen. Mit dem Aussterben der Familie im Mannesstamm 1328 ging ihr Besitz an das Haus Nassau-Weilburg über; noch heute trägt der Großherzog von Luxemburg aus dieser Familie den Titel eines Herrn zu Merenberg. Daneben führte seit 1868 eine morganatische Nebenlinie des herzoglichen Hauses Nassau, die 1965 im Mannesstamm erlosch, einen gräflichen Titel von Merenberg.

## Geschichte
Die genaue Herkunft des Hauses Merenberg ist ungeklärt. Möglicherweise stammt die Familie aus der Wetterau. Es wurde auch schon vermutet, dass Hartrad I. ein ungarischer Baron gewesen sein könnte, der eine Tochter des Grafen Ludwig II. von Arnstein heiratete. Dies würde den Merenberger Besitz im Bereich der Grafschaft Arnstein erklären.

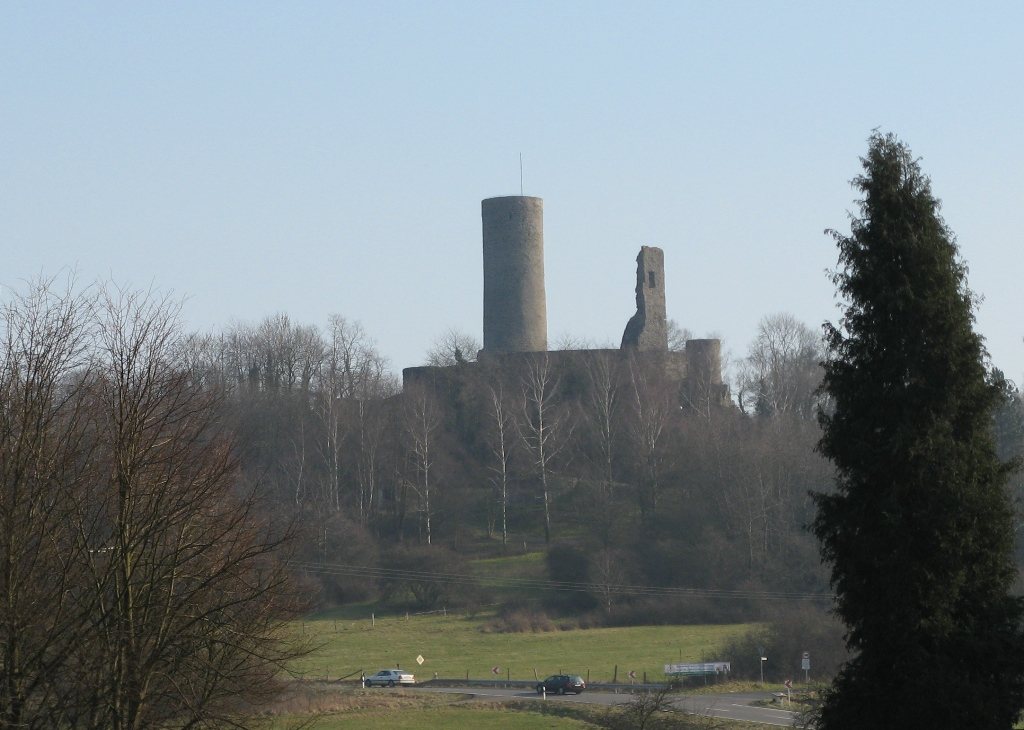
Ruine der Burg Merenberg, Stammburg des Hauses Merenberg

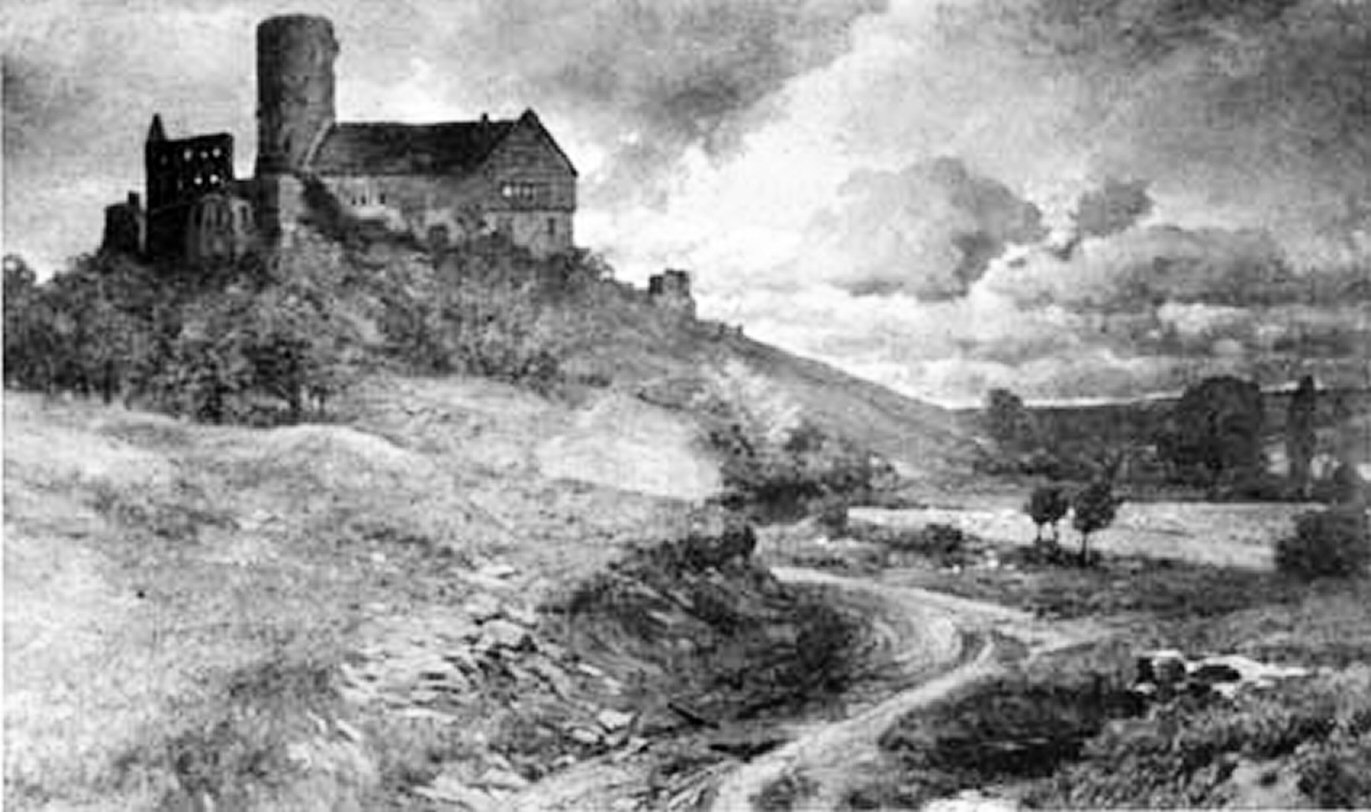
Burg Gleiberg (nach einem Ölgemälde im Jahre 1892) war 150 Jahre Residenz des Hauses Merenberg

Im Jahr 1129 wurde Hartrad I., der Begründer des Hauses Merenberg, als Vogt des Hochstiftes Worms und Inhaber der Burg Merenberg (auch Merinberg) erstmals genannt. Die Burg befand sich im Lahrer Zehnt der Grafen von Diez. In den folgenden Jahrzehnten schlossen die Merenberger Ehen mit Mitgliedern wichtiger Familien der Region, darunter die Häuser Nassau, Solms und Westerburg. Vermutlich wurde schon unter Hartrad die Vogtei des Limburger Georgsstifts über Camberg an das Haus Merenberg übertragen.
Im Jahr 1135 gelangte das Geschlecht in den Besitz der Reichsvogtei über die Stadt Wetzlar. Mitte des 12. Jahrhunderts heiratete Hartrad II. Irmgard von Gleiberg aus dem Haus Luxemburg. Infolge dieser Heirat erbten die Merenberger 1163 die westliche Hälfte der Burg und der Grafschaft Gleiberg sowie weitere Rechte im Oberlahngau. Später gelang es Hartrad II., auch die östliche Hälfte der Burg zu erwerben. Er verlegte daraufhin seine Residenz nach Gleiberg und nahm den Titel „Graf“ an. Die Grafschaft Gleiberg war Ausgangspunkt für weitere Erwerbungen zwischen Wetzlar und Marburg.
Giso von Merenberg, ein Bruder Hartrads II., unterstützte das Kloster Arnstein bei der Gründung des Klosters Hachborn bei Marburg (1186) und trat später selbst in das Kloster Hachborn ein. Dem Deutschen Orden überließen die Merenberger Güter in Marburg, Gießen und Weilburg, und mehrere Angehörige der Familie traten dem Orden bei.
Mitte des 13. Jahrhunderts kam es im Zuge des Thüringisch-Hessischen Erbfolgekrieges zum Streit zwischen dem neuen Haus Hessen und den Merenbergern. Im Zuge dieser Auseinandersetzungen ließ Sophie von Brabant 1248 die Burg Blankenstein einnehmen und zerstören. Erst 1265 erkannten die Merenberger die Lehnshoheit Hessens an, und Hartrad V. von Merenberg wurde in das Gefolge des Landgrafen Heinrich von Hessen aufgenommen. Er erhielt die Burg Vetzberg zum Lehen, musste dem Landgrafen aber seine Burgen öffnen.
Die durch die Wasserburg Gießen gesicherte Osthälfte der Grafschaft Gleiberg ging an die Pfalzgrafen von Tübingen, die 1248 die Stadt Gießen gründeten, das Gebiet aber 1264/65 an Landgraf Heinrich von Hessen verkauften.
1292 gelangten die Merenberger wieder in den Besitz der Reichsvogtei über Wetzlar und der Burghauptmannschaft auf Burg Kalsmunt. Die Belehnung erfolgte durch König Adolf von Nassau als Gegenleistung für Merenberger Unterstützung gegen Albrecht von Österreich.
Wahrscheinlich um 1297 gründeten die Merenberger das Kloster Dorlar, nachdem der Speyerer Kanoniker Eberhard von Merenberg der Witwe seines verstorbenen Bruders Hartrad V. die Kirche zu Dorlar übereignet hatte, um die Gründung wirtschaftlich abzusichern.
Nachfolger von Hartrad V. war Hartrad VI. (VII.), der zuerst noch unter der Vormundschaft des Wetzlarer Propstes Hartrad (VI.) von Merenberg stand. Im Jahr 1310 verkaufte Hartrad VI. die Calenberger Zent und das Gericht Löhnberg an Johann von Nassau-Dillenburg.
Mit dem Tod Hartrads VI. im Jahr 1328 starb das Geschlecht im Mannesstamm aus. Durch das von König Ludwig IV. dem Bayern 1326 genehmigte Testament wurden Hartrads Töchter Erben der Herrschaft. Graf Gerlach von Nassau wurde als Vormund bestellt. Das Haus Westerburg machte Erbansprüche geltend, und es kam zu einer längeren Fehde, in der die Ansprüche der Westerburger abgewiesen werden konnten.
Lisa, die jüngere Tochter Hartrads VI., ging in ein Kloster und verzichtete auf ihr Erbe. Gertrud, die ältere Tochter, heiratete 1333 Johann I. von Nassau-Weilburg, womit die Ansprüche auf die Herrschaft Merenberg einschließlich der Grafschaft Gleiberg endgültig dem Haus Nassau zufielen.

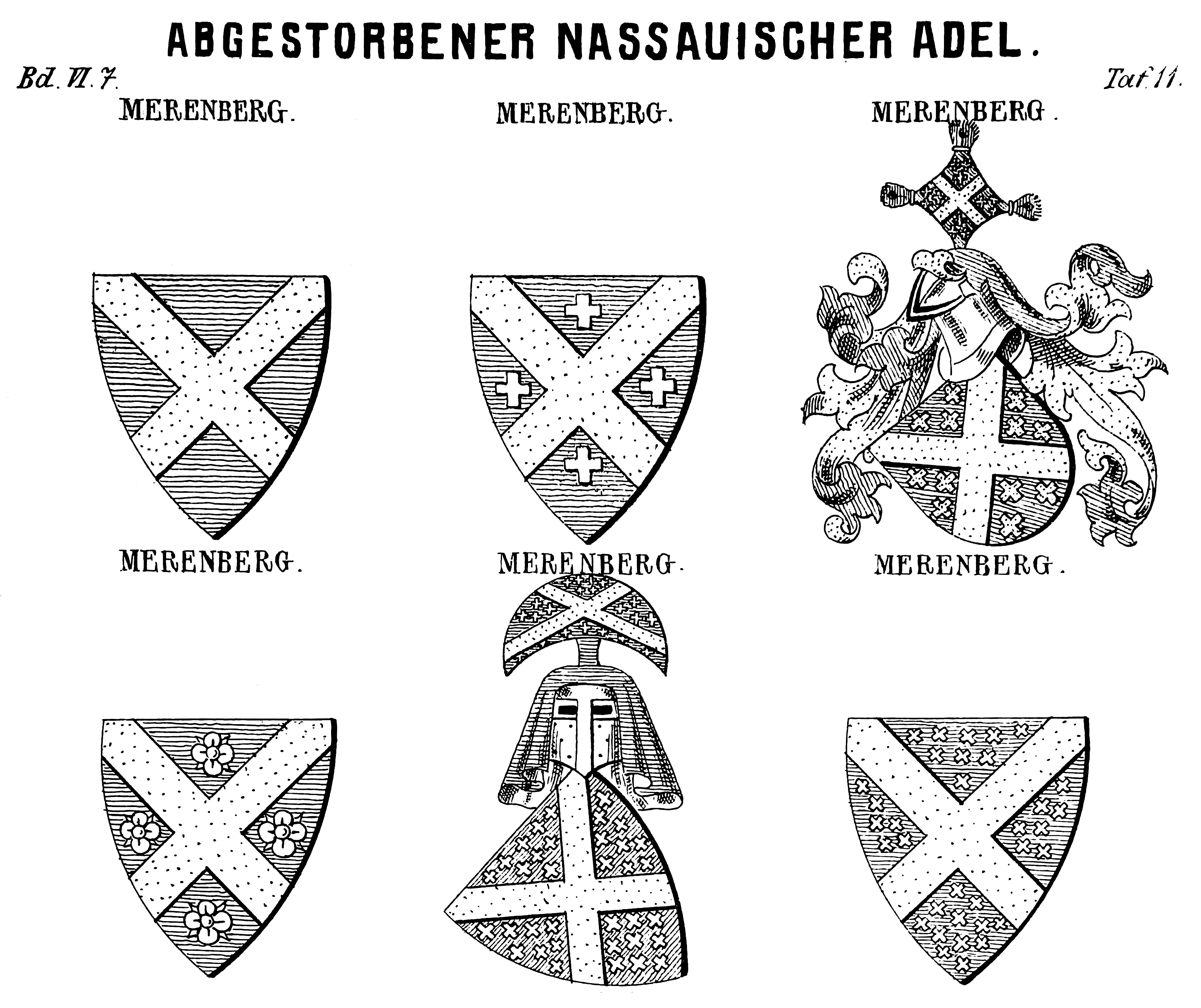
Versionen des Stammwappens derer von Merenberg in Siebmachers Wappenbuch von 1882

## Wappen

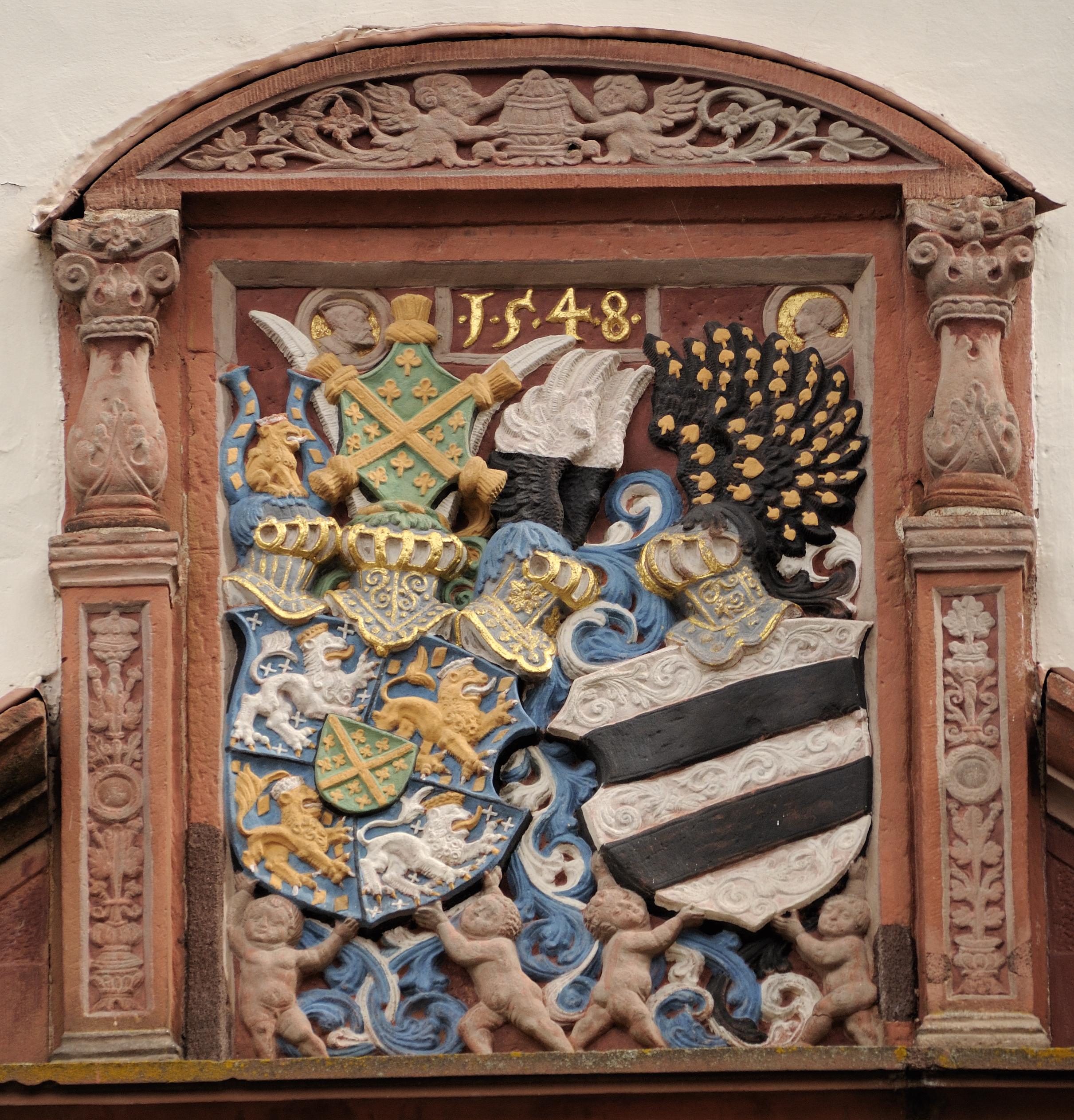
Wappen der Herren von Merenberg als Herzschild und ihre Helmzier im Oberwappen des Wappens der Grafen von Nassau-Weilburg. Allianzwappen (1548) mit Isenburg des Grafen Philipp III. zu Nassau-Weilburg, auch Herr zu Merenberg, im Innenhof von Schloss Weilburg

Das Wappen des Marktfleckens Merenberg geht auf das Wappen der Herren von Merenberg zurück

Das Wappen zeigt einen goldenen Schragen im blauen oder grünen Schild. Erstere Farbe kommt auf vielen Darstellungen des 17. Jahrhunderts vor, letztere ist im 19. Jahrhundert für den im nassauischen Wappen vorkommenden Merenberger Schild definitiv angenommen worden. Der Schragen erscheint allein oder in jedem Winkel begleitet von je einem Kreuzchen oder von je drei Kreuzchen oder von je einer vierblättrigen Blüte, oder er steht in einem mit stehenden oder auch liegenden Kreuzchen bestreuten Feld. Auf dem Helm führte Konrad 1234 zwei Brettchen mit dem Schragen und Hartrad, Propst zu Wetzlar, 1316 ein Schirmbrett mit den Schildfiguren. Im nassauischen Wappen hat man ein rautenförmiges mit roten Quasten verziertes im Übrigen wie der Schild gezeichnetes Schirmbrett angenommen.

## Herren von Merenberg
Die genauen Lebensdaten der Merenberger Dynasten sind nicht bekannt. Eine Zuordnung der Urkunden zu bestimmten Personen ist nicht immer möglich, da die meisten Merenberger Dynasten Hartrad hießen. Die angegebenen Zeiträume beziehen sich auf die Nennung in Urkunden:
- Hartrad (1090–1129)
- Hartrad II. (1135/63)
- Hartrad III. (1163/89)
- Hartrad IV. (1182–1215)
- Konrad I. (1140/1233)
- Konrad II. (1224/56)
- Hartrad V. (1249–88)
- Hartrad (VI.), Herr von Merenberg und Propst zu Wetzlar (1297–1316 im Amt), führt die Vormundschaft für seinen noch minderjährigen Neffen Hartrad VI.
- Hartrad VI. (VII.) (1288–1328)
- Gertrud (1328–1333), ⚭ Johann I. von Nassau-Weilburg

## Stammliste der Grafen von Merenberg

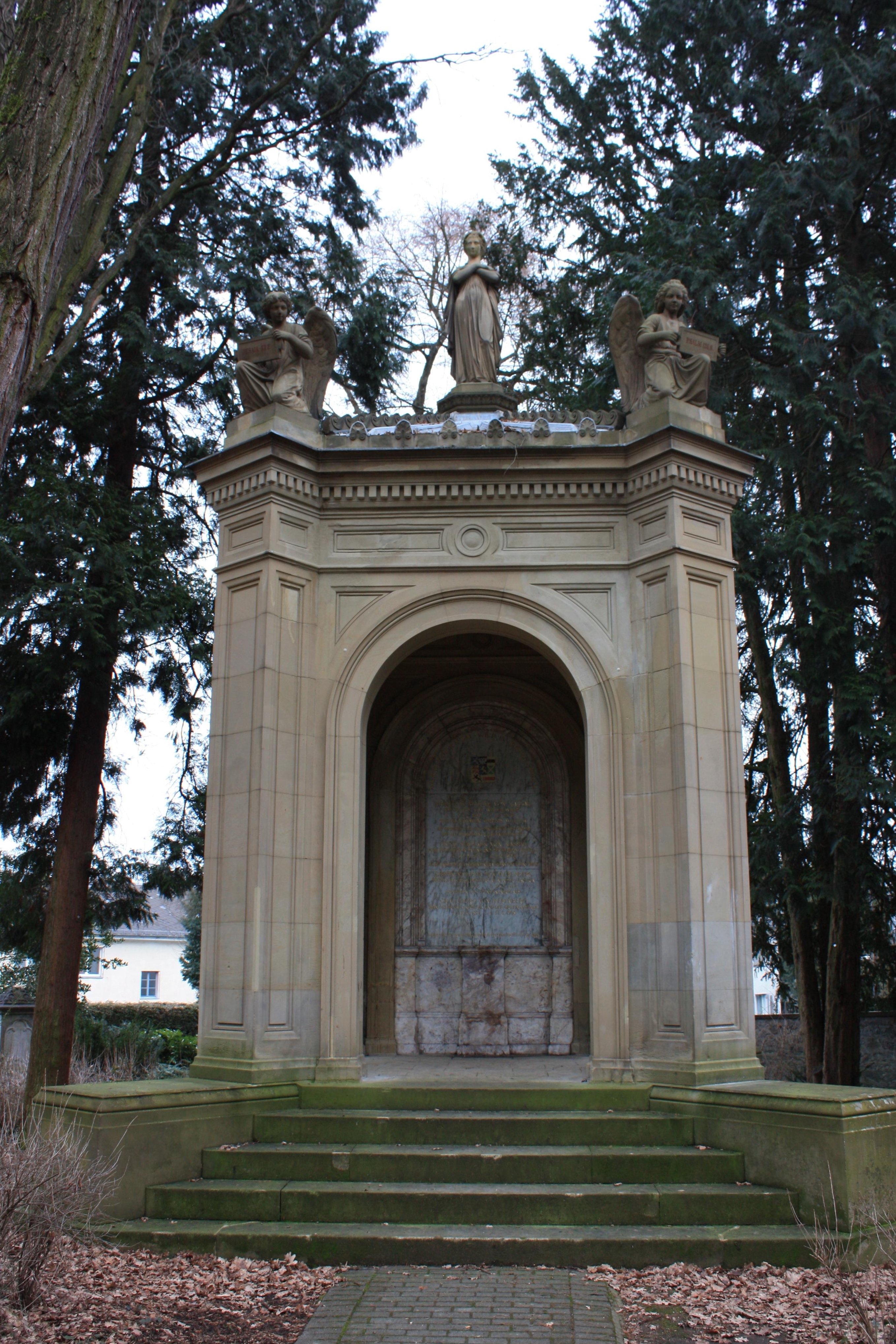
Das Mausoleum für Nikolaus Wilhelm und Natalya Alexandrowna Pushkin auf dem Alten Friedhof Wiesbaden

Im Jahr 1868 wurde ein gräflicher Titel von Merenberg kreiert, als Ehename für Prinz Nikolaus Wilhelm zu Nassau und seine nicht standesgemäße Gattin Natalya Alexandrowna Puschkin, eine Tochter des russischen Dichters Alexander Puschkin, sowie für deren gemeinsame Kinder.
Das Paar hatte folgende Nachkommen:
1. Gräfin Sophie von Merenberg, Gräfin von Torby (1868–1927) ⚭ 1891 Großfürst Michail Michailowitsch Romanow (1861–1929)
2. Gräfin Alexandra von Merenberg (* Wiesbaden 14. Dezember 1869, † Buenos Aires 29. September 1950), ⚭ London 1914 Maxime de Elia
3. Graf Georg Nikolaus von Merenberg (* 13. Februar 1871; † 31. Mai 1948), erhob 1907 Anspruch auf die Thronfolge im Großherzogtum Luxemburg und Erbanspruch des herzoglich nassauischen Familienvermögens, da abzusehen war, dass mit dem Tode seines Vetters Großherzog Wilhelms IV. das Haus Nassau im fürstlichen Mannesstamm erlöschen würde, und da der Nassauische Erbverein von 1783 in Artikel 26 eine Bestimmung enthielt, dass nach Aussterben der fürstlichen Agnaten die nicht fürstlichen Agnaten zur Thronfolge berufen seien, noch vor den fürstlichen Erbtöchtern. Der Thronfolgeanspruch wurde 1907 durch die Luxemburger Kammer abgelehnt, indem das vom Großherzog erlassene nassauische Familienstatut, das den fürstlichen Erbtöchtern die Thronfolge sicherte, als Landesgesetz angenommen wurde. Auch der erhobene Anspruch auf das herzoglich nassauische Familienvermögen wurde von einem Wiesbadener Gericht in erster Instanz abgelehnt, doch auf Anraten des großherzoglichen Familienrates wurde das Verfahren vor Ausschöpfung aller Instanzen 1909 durch einen Vergleich beendet, mit dem Graf Georg von Merenberg gegen eine Jahresrente von 40.000 Mark für sich und seine Nachkommen in erstgeborener Linie auf alle Rechte verzichtete; ⚭ 12. Mai 1895 in Nizza Prinzessin Olga Alexandrowna Jurjewskaja (* 8. November 1873; † 10. August 1925 in Wiesbaden) Tochter von Zar Alexander II., ⚭ 2. Januar 1930 in Wiesbaden Adelheid Moran-Brambeer (* 18. Oktober 1875 in Wiesbaden; † 12. Mai 1942 in Zürich), aus 1. Ehe:
  1. Graf Alexander Nicolas Adolph Michel Georges von Merenberg (1896–1897)
  2. Graf Georg von Merenberg (* 16. Oktober 1897 in Hannover; † 11. Januar 1965 in Mainz), ⚭ 7. Januar 1926 in Budapest Paulette von Koyer de Györgyo-Szent-Miklossy, geschieden 13. Juli 1928, ⚭ 27. Juli 1940 in Schroda Elisabeth Anne Müller-Uri (* 1. Juli 1903 in Wiesbaden; † 18. November 1963 ebenda), aus 2. Ehe:
    1. Clotilde Elisabeth Gräfin von Merenberg (* 14. Mai 1941 in Wiesbaden), Fachärztin für Psychiatrie und Psychotherapie, Vorsitzende der Deutschen Puschkingesellschaft und des Hessisch-russischer interkultureller Austausch und humanitäre Hilfe e. V., ⚭ 25. Mai 1965 in Wiesbaden Enno von Rintelen (* 9. November 1921 in Berlin-Charlottenburg)

  3. Gräfin Olga Katharina Adda von Merenberg (* 3. Oktober 1898 in Wiesbaden; † 15. September 1983 in Bottmingen bei Basel) ⚭ 14. November 1923 in Wiesbaden Michael Graf Loris-Melikow (* 16. Juni 1900 in Zarskoje Selo; † 2. Oktober 1980 in Bottmingen)